# Death Squad (película)
Death Squad (título original: 2047: Sights of Death) es una película italiana de acción, ciencia ficción y suspenso de 2014, dirigida por Alessandro Capone, escrita por Tommaso Agnese y Luca D’Alisera, musicalizada por Vittorio Giannelli, en la fotografía estuvo Davide Manca y los protagonistas son Danny Glover, Daryl Hannah y Michael Madsen, entre otros. El filme fue realizado por Ambi Pictures, Canal+ y Red New Line; se estrenó el 24 de julio de 2014.

## Sinopsis
Ryan Willburn, un agente insubordinado de la Guerra Verde, se dirige a una misión, tiene que juntar pruebas contra el Gobierno Central Confederado por sus espantosos crímenes. La misión pronto se torna muy complicada cuando conoce a Tuag, una mutante.